# Tripleurospermum fissurale
Tripleurospermum fissurale là một loài thực vật có hoa trong họ Cúc. Loài này được (Sosn.) E.Hossain miêu tả khoa học đầu tiên năm 1975.